# Jules Pouget
Pour les articles homonymes, voir Pouget.
Jules Pouget, né le 8 mars 1884 à Espalion (Aveyron) et mort le 30 juillet 1963 dans le 13e arrondissement de Paris, est un homme politique français et maire du Touquet-Paris-Plage. Il est qualifié de maire de la renaissance de la station balnéaire.

## Biographie

### Enfance et formation
Jules Jean Baptiste Pouget est né le 8 mars 1884, du mariage — célébré le 22 juillet 1880 à Espalion — d'Antoine Jules, né le 17 janvier 1857 à Espalion et mort le 23 août 1917 à Espalion, employé des ponts et chaussées, et de Julie Nathalie Mathilde Moncet, née le 30 septembre 1858 à Espalion.
Après avoir passé son enfance à Espalion, Jules Pouget poursuit des études secondaires au lycée de Rodez.
Jules Pouget intègre ensuite la faculté de médecine de Paris où il obtient le diplôme d'État de docteur en médecine,.

### Vie de Famille
Le 2 mai 1912 à Ivry-sur-Seine, il épouse Marthe Fournier, née le 30 mai 1891 dans le 11e arrondissement de Paris, fille d'Annet Fournier et de Marie Louise Angeline Chazoulière dite Rachel.

### Parcours professionnel
À la fin de ses études de médecine, Jules Pouget s'installe, en 1911, à Paris-Plage, devenu Le Touquet-Paris-Plage en 1912. Ce qui le fait venir à Paris-Plage, il en donne l'explication lors de son discours de l'inauguration, en 1935, du square Édouard Lévêque au Touquet-Paris-Plage, il dit ceci :

« Il y a 24 ans, un médecin se demandait où il fixerait ses destinées professionnelles.
Un ami lui confia que Monsieur Édouard Lévêque lui avait vanté, avec une force persuasive surprenante, la situation du Touquet-Paris-Plage, pour laquelle il entrevoyait un avenir glorieux.
Sur l'insistance de cet ami, et confiant dans le jugement de Monsieur Édouard Lévêque, ce médecin s'installait au Touquet Paris plage.
Aujourd'hui 19 juillet 1935, mon cher Monsieur Lévêque, celui à qui vous avez communiqué votre foi, à l'honneur comme Maire de cette station, de payer une date de reconnaissance personnelle et de reconnaissance publique... »

Il habite la villa L'Oustal avenue Saint-Jean, qu'il habitait encore le 5 mars 1933.
Il est mobilisé comme médecin sous-lieutenant en 1914, et démobilisé comme médecin capitaine en 1919. Il est promu médecin commandant de réserve par décret du 27 décembre 1929 au journal officiel du 8 janvier 1930.
Il cesse son activité professionnelle de médecin en 1940.

### Responsabilités politiques

#### Au Touquet-Paris-Plage
Jules Pouget est conseiller municipal du Touquet-Paris-Plage dès 1919.
Il en est élu maire le 28 janvier 1934 et le restera jusqu'au 30 juillet 1963. Son mandat est cependant interrompu sous Vichy, ayant été mis aux arrêts par la Gestapo : le 31 mai 1942, pour avoir défendu ses concitoyens devant l'occupant, il est arrêté par la Gestapo.
Il est arrêté avec Recoussine, Sainsard, Sarda, Obert, Fourmanoir et Thuillier. Ils sont incarcérés à la prison de Boulogne-sur-Mer. Jules Pouget, démis de ses fonctions, expulsé du Touquet-Paris-Plage, est placé en résidence surveillée à Paris. Le 4 septembre 1944, le Touquet-Paris-Plage est libéré par l'armée canadienne et Jules Pouget reprend ses fonctions municipales.
Dès la libération, il réunit à Paris quelques personnalités importantes touquettoises, qui étudient en parfaite harmonie les plans de réaménagement du Touquet-Paris-Plage. Il lance un appel plein de courage, d'optimisme et de volonté pour la relance de la station, qui n'avait plus ni eau, ni gaz, ni électricité.
Il est réélu maire le 20 mai 1945 et conseiller général du canton le 23 septembre 1945.

#### Au niveau national
Le 7 novembre 1948, ayant accepté de figurer sur la liste RPF, Jules Pouget est élu comme sénateur gaulliste du Pas-de-Calais, mandat qui se termine le 18 mai 1952 ; il siège dans le groupe de la Gauche démocratique et du Rassemblement des gauches républicaines.

### Son histoire au Touquet-Paris-Plage
Jules Pouget occupe le fauteuil majoral au Touquet-Paris-Plage durant 29 années, c'est la deuxième série de mandats la plus longue après celle de Léonce Deprez.
Pendant ses mandatures, on lui doit les réalisations suivantes :
- construction d'une caserne des pompiers, rue de Moscou ;
- construction de l'aéroport du Touquet-Paris-Plage ;
- reconstruction après les dégâts subis par les bombardements lors de la seconde Guerre mondiale et déminage de la ville ;
- reconstruction du pont d'Étaples ;
- construction de la nouvelle caserne des pompiers, rue Joseph Duboc (anciennement rue de la Lune) ;
- agrandissement de l'aérogare ;
- construction de la nouvelle digue.

Il est également, sur certaines périodes, président du syndicat d'initiative du Touquet-Paris-Plage, de l'aéro-club de la station, du conseil d'administration de la société d'économie mixte de l'aéroport du Touquet (SEMAT).
Il est élu membre titulaire de la Société académique de Paris-Plage le 11 septembre 1911 ; secrétaire-adjoint en 1912.
Il est nommé membre du Comité de publicité du Syndicat d'initiative du Touquet-Paris-Plage, le 10 octobre 1913.
Deux de ses frères habitent au Touquet-Paris-Plage, Joseph, négociant en vins, et Paul, qui travaille avec Joseph, puis qui devient acquéreur de l'hôtel de la Forêt.

### Responsabilités associatives
En 1933, Jules Pouget est vice-président, fondateur de l'association des anciens combattants du Touquet-Paris-Plage.
En 1958, il est président de l'Association des maires et délégués des chambres d'industrie des stations thermales, climatiques et touristiques ; et membre du conseil d'administration du Conseil supérieur du tourisme.
Il est membre du bureau de l'Association des maires de France.

### Mort
Jules Pouget, domicilié 25 avenue du Maréchal-Lyautey, est mort le 30 juillet 1963, 15 avenue de la Porte de Choisy, dans le 13e arrondissement de Paris et est inhumé au cimetière parisien d'Ivry.
Après sa mort, c'est Fernand Holuigue, secrétaire général de la mairie du Touquet-Paris-Plage et confident du Docteur Pouget, qui est chargé d'ouvrir son testament. Jules Pouget souhaite des obsèques simples, sans fleurs ni couronnes, ne veut aucun monument à sa mémoire et exige un délai de dix ans avant de donner son nom à une rue de la station.

## Distinctions
- Commandeur de la Légion d'honneur
- Croix de guerre 1914-1918
- Commandeur de l'ordre du Mérite touristique (1955)[14]

Jules Pouget est nommé chevalier dans l'ordre national de la Légion d'honneur à titre militaire en 1914-1918 le 5 décembre 1917, officier le 12 janvier 1933 (par le ministère des Anciens combattants) et commandeur, du même ordre, le 21 août 1958, cette dernière décoration lui est remise le 6 octobre 1958 par Émile Pelletier, ministre de l'Intérieur, il est décoré de la croix de guerre 1914-1918 palme d'argent avec trois citations.

## Hommage

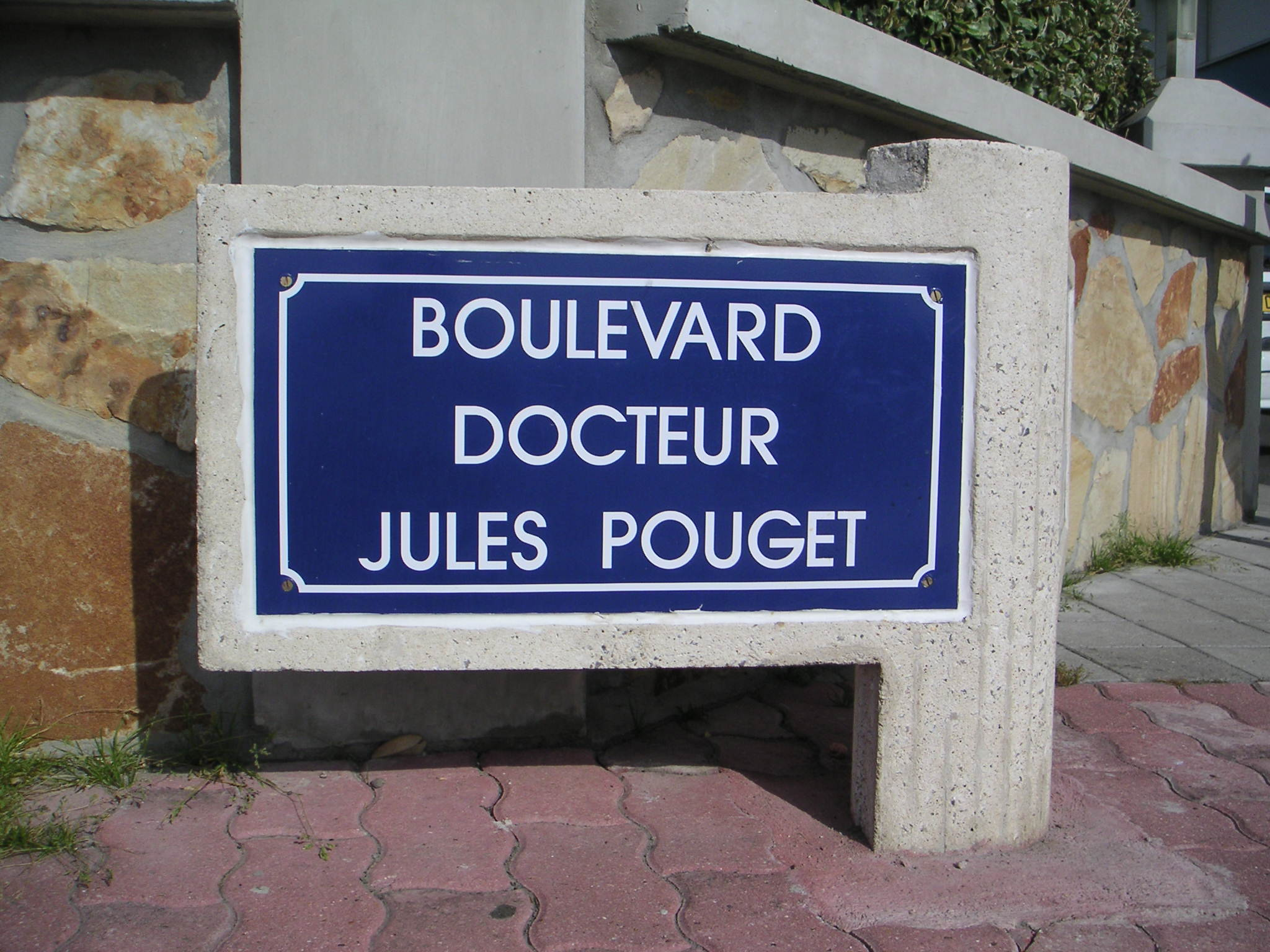

En 1970, la municipalité du Touquet-Paris-Plage a rebaptisé le boulevard de la Mer en boulevard du docteur Jules Pouget.

## Publication
Jules Pouget a publié une étude chimique des malades atteints d'eczéma papulo-vésiculeux (thèse de doctorat, 1911).

## Pour approfondir